# 2016年紐約及新澤西爆炸案
2016年紐約及新澤西爆炸案指2016年9月17日至9月19日在纽约都会区，尤其是新泽西州海滨公园纽约州曼哈顿和新泽西州伊丽莎白的四起爆炸及爆炸未遂事件。事发后新泽西州林登还发生一起相关联的枪击案。
9月17日上午9点30分许，一枚藏于美国海军陆战队海滨公园慈善跑沿线垃圾桶的土制炸弹爆炸，所幸无人受伤。随后于当晚8点30分许，曼哈顿雀儿喜区23街西有一枚高压锅炸弹爆炸，造成31人受伤，其中24人送院治疗。警方在四个街区之隔的27街西找到连着手机的第二枚高压锅炸弹。9月18日，装有多枚炸弹的可疑包裹在伊丽莎白车站被发现，其中一枚于翌日早上警方调查期间引爆，但据报无人受伤。
9月19日，联邦调查局认定艾哈迈德·汗·拉哈米为一连串事件的嫌犯。拉哈米与警方在新泽西州林登交火数小时，导致自己和三名警察负伤，之后被抓获并送院。新泽西州高级和联邦法院分别指控他企图谋杀两名执法人员及制造爆炸案并使用毁灭性武器的罪名。
警方排除拉哈米参与恐怖组织的可能，但指其受基地组织创始人奥萨马·本·拉登和首席宣传家安瓦尔·奥拉基信奉的伊斯兰极端主义思想影响。

## 海滨公园爆炸案
新泽西州海洋县于2016年9月17日清晨举办五公里跑活动Seaside Semper Five，预计吸引3,000多人参赛，其中部分人是美军退伍兵。起点附近发现的可疑包裹导致活动推迟。
上午9点30分许，比赛即将开始，海洋大道海滨公园一个垃圾桶中的管状炸弹爆炸。据报后来发现三枚“简陋的”管状炸弹被设定成比赛期间爆炸，但只炸了其中一枚。所幸无人被炸伤。
爆炸发生后比赛取消，公园海滩和长廊的人群被疏散。警察和联邦探员不久后挨家挨户走访，询问居民有关炸弹或任何可疑活动的情报。

## 曼哈顿爆炸案
当晚8点31分，第六大道和第七大道之间的23街西闹市区一枚装有小轴承或BB弹金属碎片的高压锅炸弹爆炸。爆炸现场位于23街西一处工地附近，堆放着用于23街西135号史丽幻觉庄园（Visions at Selis Manor）外墙装修的材料。目击者表示爆炸“似乎源于第六大道附近的人行道垃圾箱”，而Twitter上多张垃圾箱变形的照片被疯传。一位不愿透露姓名的警察表示，爆炸“似乎发生在大楼前的一个工具箱”，照片展示的是变形起皱的黑色金属箱。
爆炸“非常强劲，足以炸飞120多英尺的重型钢垃圾箱......震碎爆炸现场400英尺高的窗户，在650英尺远的地方找到碎片。”爆炸导致附近一座五层的赤褐色砂石建筑受损，碎片散落至圣文森特德保罗教堂门前。三个摄像头的闭路电视画面记录下爆炸的瞬间。31人平民受伤，其中24人被送往当地四间医院，大多数人被飞溅的碎片或玻璃擦伤。伤者无生命危险，但有一名受害者被刺伤，伤势严重。9名严重伤者被送往贝尔维尤医院。

## 伊丽莎白發現炸弹
9月18日晚上8时许，两名男子取走新泽西州伊丽莎白伊丽莎白站附近一个市政垃圾桶上的背包。其中一名男子李·帕克（Lee Parker）是无业游民，想找一个找工作用的背包。他的朋友伊万·怀特就在垃圾桶上找到了背包。其时两人距一个繁忙酒吧入口仅300英尺（91），距一座高架桥500英尺（150）。晚上8时45分许，翻找背包时，装着电线和管子的物体被发现。两人没被当成嫌犯，反在当地被称为英雄。以他们的名义发起的GoFundMe活动筹集到1.6多万美元款项。
伊丽莎白警察局是率先回复两人报警求助的部门。很快，调查便交给新泽西州警察局和联邦调查局，他们派遣两部机器人，证实物件是管道炸弹。其中一枚于12时40分机器人拆解时意外引爆。一架机器人被爆炸“毁坏”，另一部的机械臂被炸坏。当局正努力拆解其他设备。炸弹意外爆炸后，车站被疏散。周边地区被封锁，纽瓦克机场站和伊丽莎白站之间的车站停运一天。纽约的新泽西列车停靠宾夕法尼亚车站。
伊丽莎白市长J·克里斯蒂安·博尔维奇表示，目前尚不清楚火车站是否是特定目标，炸弹是否是被想要迅速摆脱爆炸的人抛弃的。伊丽莎白的装置和海滨公园的极其相似。后来警方推测炸弹客艾哈迈德·汗·拉希米为隐瞒证据，将少了雷管的炸弹落在伊丽莎白。

## 调查
联邦调查局、联合反恐工作小组、国土安全局和烟酒枪炮及爆裂物管理局召至切尔西爆炸案现场，与纽约市消防局和纽约市警察局共同参与调查。最初，海滨公园和曼哈顿爆炸案被作为单独事件调查，但两天过后，调查得出两起事件的相似点，调查人员确定事件有关联，因此视作同一人或同一方犯下的复合恐怖主义行为进行整体调查。
事发数小时后，警方断定爆炸有预谋，排除了天然气爆炸的可能性。侦查人员没有立马找到与恐怖主义有关的证据，当时最初的调查还出现了纵火或破坏的可能性，直到几天后才发现恐怖主义的联系。
曼哈顿的两个炸弹采用了相同的设计，装满轴承和BB金属弹的高压锅配备翻盖手机和爆炸时释放小剂量六亚甲基三过氧化二胺的圣诞灯饰，用作引发类似于爆炸性二元混合物的更大剂量的次级炸药的雷管。
联邦调查局第27大街东已爆炸的高压锅炸弹及其附带的手机上检出指纹，还发现了DNA证据。9月19日，联邦调查局依据指纹和手机上的照片追踪到了艾哈迈德·汗·拉哈米。
四起事件中的炸药虽采用三种不同的设计，但国土安全局发现炸弹制造者遵照基地组织阿拉伯半岛分支网络杂志《灵感》的指南。侦查人员认为，事发前嫌犯便在切尔西街区四处窥探，为了覆盖在相对短的时间内照顾爆炸地点之间的大部分地区，他可能带了同犯。他们录取了声称案发前在切尔西地区见过拉哈米的目击者的口供。6月20日到8月10日间，拉哈米在易趣购买了炸弹的原料。
9月30日，时隔拉哈米遭逮捕两周，联邦调查局第二次突袭他家，搜寻“额外的证据”。

## 嫌犯
嫌犯艾哈迈德·汗·拉哈米（英語：Ahmad Khan Rahami，1988年1月23日）是阿富汗裔美国人，2000年从阿富汗来到美国，2011年归化。其父穆罕默德·拉哈米几年前到美国寻求庇护。邻居表示，拉哈米父亲是普什图人，在阿富汗时曾参与反苏联圣战者运动，对塔利班持批判态度。年轻的拉哈米可能有多达7位的兄弟姐妹。在美国安家前，拉哈米一家逃离当时饱受战争蹂躏的阿富汗，前往巴基斯坦。在美国，他们辗转新泽西州多个城镇，最终在伊丽莎白安家。
2008年，拉哈米从爱迪生高中毕业。2010年到2012年，他就读于新泽西州爱迪生米德尔塞克斯县学院，主修刑事司法，想成为执法人员，但中途辍学。
朋友形容他慷慨大方，从不虔诚于宗教，常邀请朋友到他家离纽约24公里的炸鸡餐厅吃饭、开展说场比赛。部分人表示，他用他的姓取了艺名Mad。一位高中同学表示他安静、温和、彬彬有礼、衣冠楚楚，每次开口说话时“不粗鲁，但有趣”。最近几年中，他似乎改头换面，比之前更不苟言笑，不像以往那样随和。